# Исследование скал
«Исследование скал» (фр. Le Bloc) — картина французского художника Клода Моне. На картине изображён скалистый гребень холма на северной окраине Центрального массива. Входит в серию из 23 картин, которые Моне написал весной 1889 года в долине реки Крёз и окрестностях. С 1945 года картина принадлежит Британской королевской коллекции.

## Описание
На картине изображён крупным планом гребень скалистого холма. Скальное образование занимает почти всю картину. На верхнем краю картины видна узкая полоска светло-голубого неба с белыми облаками. В левом верхнем углу картины можно увидеть группу деревьев. Ветки выполнены серо-голубыми мазками, а несколько цветовых акцентов здесь расставлены белым и розовым. Вопреки названию, скала не является монолитным блоком. Видны небольшие склоны скал, борозды или валуны. Здесь не всегда понятно, имеем ли мы дело с поверхностью скалы или частично изображена растительность, похожая на мох. Моне зарисовал изрезанную поверхность мазками кисти в широкой палитре: от черного, белого и серого до оттенков розового, фиолетового и красного, а также охры, желтого и зелёного. В целом, верхняя часть холма довольно ровная, в то время как у правого края она резко идёт под уклон.
В литературе встречаются различные названия картины, помимо «Le Bloc». Биограф Моне Гюстав Жеффруа, например, указывает также «Paysage de la Creuse» и «Étude de Rochers (Creuse)». В англоязычной литературе соответственно «Study of rocks», «Creuse» или «The Rock». Существуют различные объяснения термина study, используемого во французском или английском вариантах названия. Впечатление, что изображение на картине обрезано было необычено для более раннего творчества Моне. Предметом картины является не пейзаж с долиной реки Крёз и горными склонами по обе стороны реки — как на других картинах Моне, написанных на том же месте, — а структура поверхности горной вершины, написанная крупным планом. Техника живописи, выбранная во многих частях картины, с ее грубыми мазками, кажется, предвосхищает экспрессионизм. И детали, и стиль живописи должны были показаться современникам Моне подготовительным эскизом.

## История
В 1880-х годах мотивы скал всё чаще появляются в пейзажах Клода Моне. В 1882 году в Пурвиль-сюр-Мер и в 1883 году в Этрета он написал картины со скалистыми утесами Нормандии. В 1884 году он написал пейзажи средиземноморского побережья Франции, на которых горы неоднократно становятся частью композиций. В 1886 году Моне остановился на бретонском побережье и написал пейзажи с мотивами скал Бель-Иль. По этому случаю он познакомился с художественным критиком Гюставом Жеффруа, с которым подружился и который впоследствии стал одним из его биографов. Три года спустя, в феврале 1889 года, они отправились в Фресслинес на северной окраине Центрального массива, чтобы навестить жившего там поэта Мориса Роллина. Моне и Жеффруа остались на неделю и исследовали окрестности Фресслинса, где находится место слияния рек Пети Крёз и Крёз. Моне был очарован пейзажем с ущельями и суровыми скальными образованиями. После короткого пребывания в своём доме в Живерни, он вернулся в Фресслинес. Он поселился в гостинице мадам Барроне и прожил в городе следующие три месяца. В письмах к своей хозяйке Алисе Ошеде, которая присматривала за детьми дома в Живерни, он писал, как сильно погода влияет на его живопись, поскольку, с одной стороны, было очень холодно, а с другой — пасмурное небо быстро сменялось солнечным светом. Постоянно меняющиеся условия освещения были не единственным непредсказуемым фактором. Моне также сообщил о резком падении уровня воды реки Крёз, которое обнажило камни и участки русла. Мотивы, которые постоянно менялись под воздействием природы, вдохновили Моне на создание серии из 23 картин, на которых он изобразил долину Крёз. Картина «Le Bloc» была создана, когда уже потеплело, и Моне смог подняться со своим мольбертом на одну из окружающих гор. Уже в июне 1889 года арт-дилер Жорж Пети выставил 14 картин Моне с мотивами Крёз в своей галерее в Париже.

## Провенанс
Моне подарил картину своему другу, политику Жоржу Клемансо, в 1899 году. После его смерти наследники продали её парижскому арт-дилеру Жоржу Вильденштейну около 1931 года. В 1945 году королева Елизавета приобрела картину Моне для своей частной коллекции за 2000 фунтов стерлингов. Точные обстоятельства приобретения неизвестны. Возможно, что королеву консультировал искусствовед Кеннет Кларк, который был одновременно директором Лондонской Национальной галереи и отвечал за Королевскую коллекцию. После смерти королевы в 2002 году картина Моне стала частью королевской коллекции.

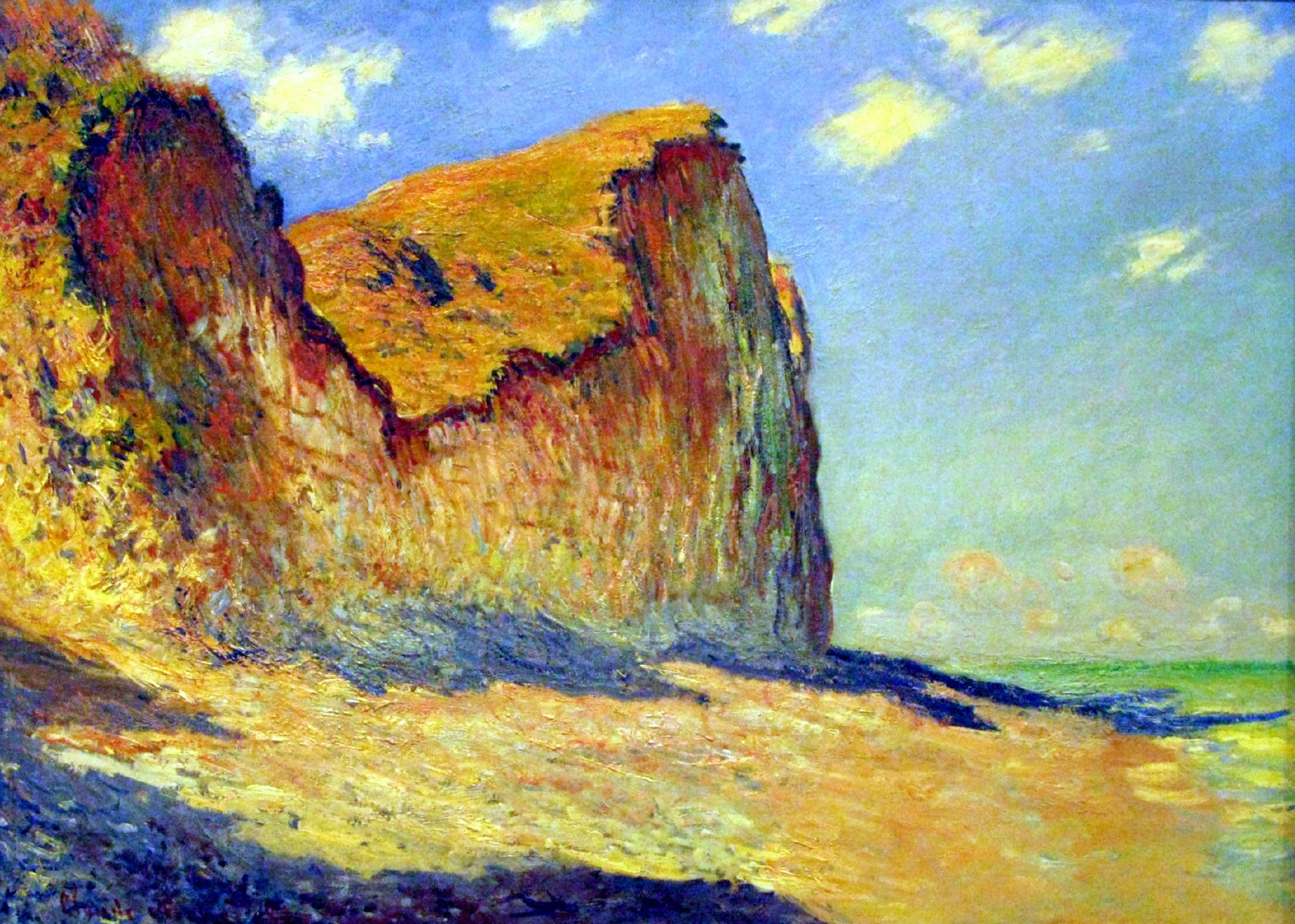
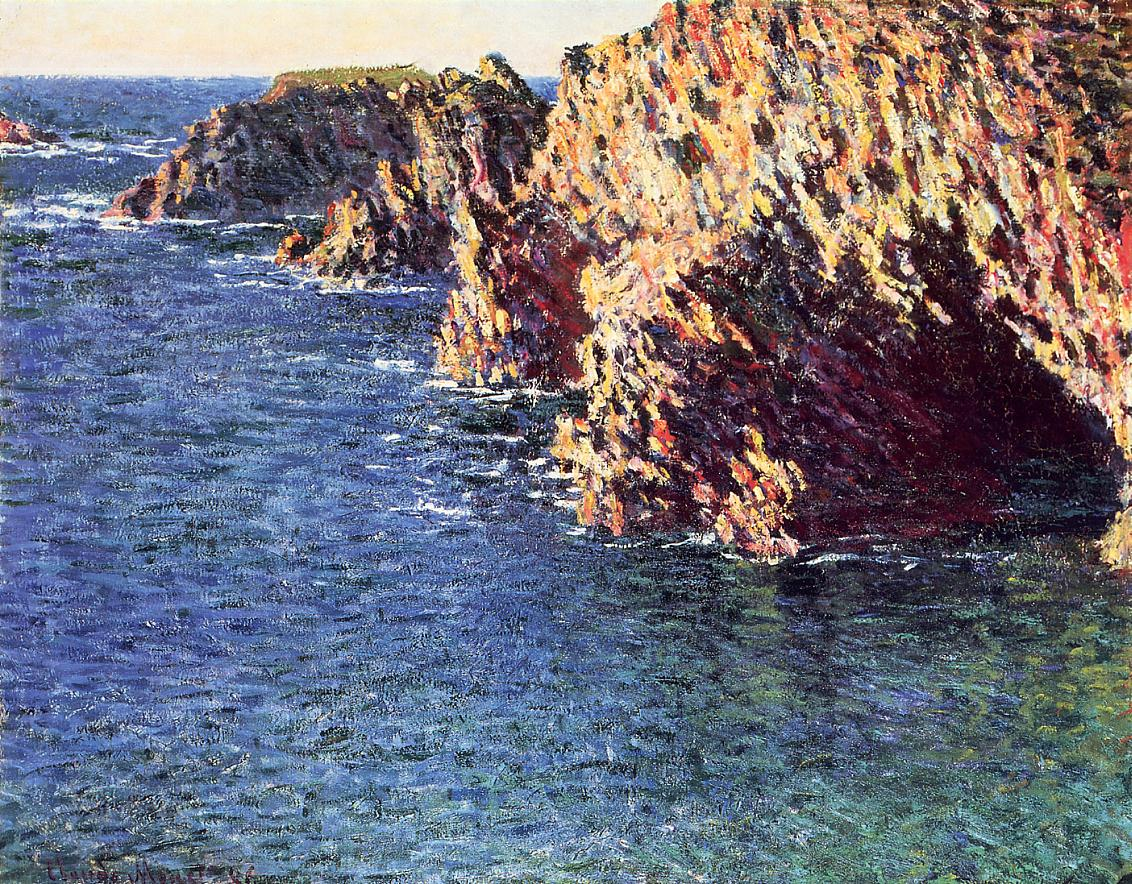
Claude Monet - Grotte de Port-Domois
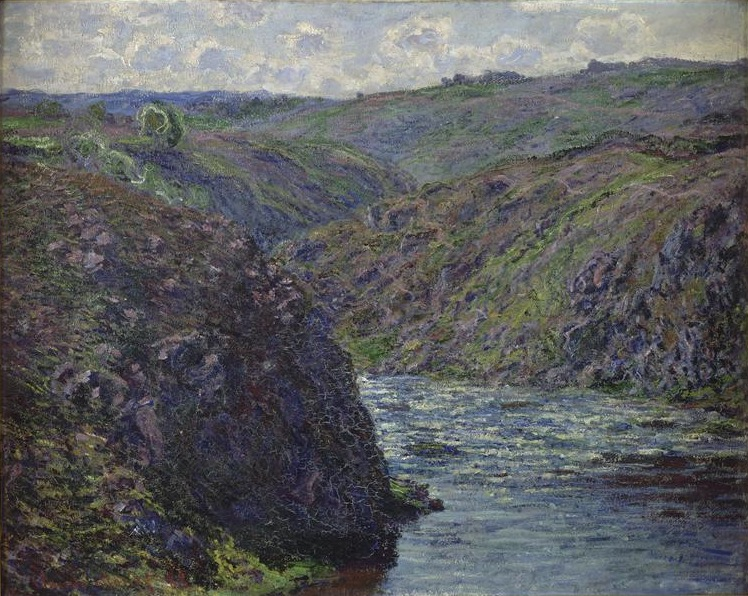
Monet-Ravin-Creuse-Reims
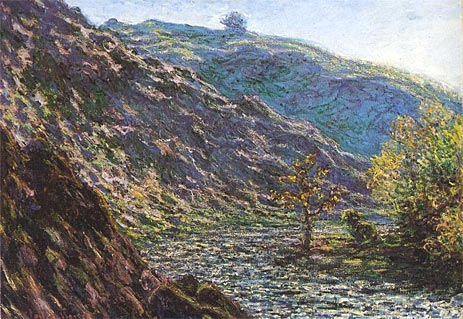
Monet The Petite Creuse River
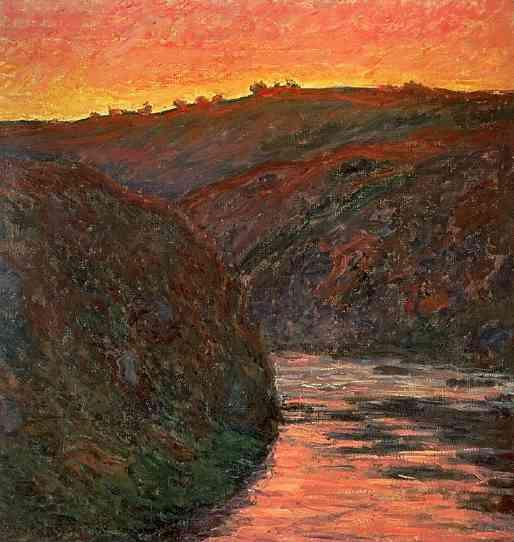
Claude Monet, Creuse, soleil couchant